# Český západ

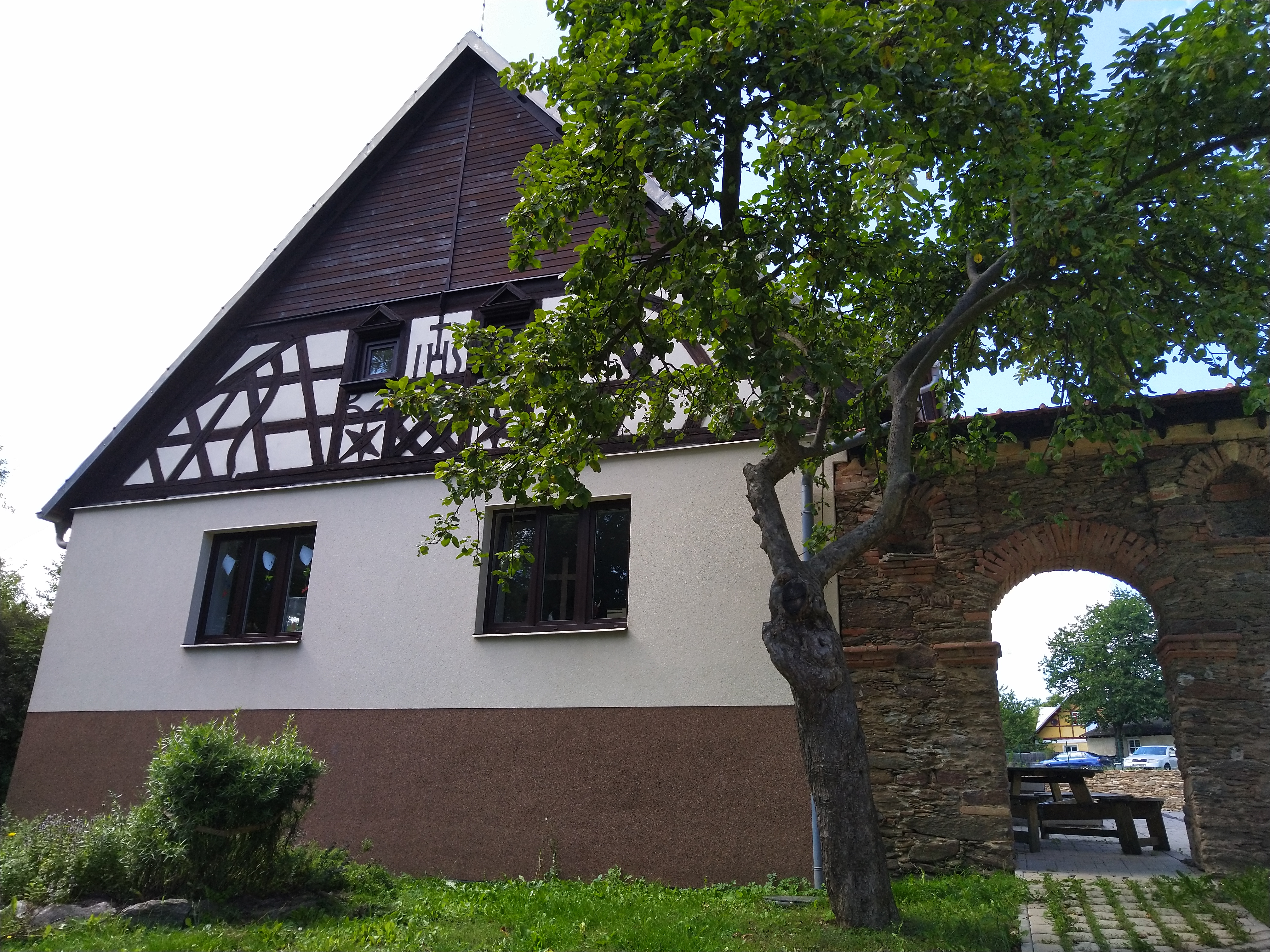
Sídlo Českého západu

Český západ, o.p.s. je obecně prospěšná společnost, která poskytuje sociální služby a podporuje vzdělávání na území Toužimska, Tepelska, Bochovska a Žluticka v Karlovarském kraji včetně tamních sociálně vyloučených lokalit. Organizace sídlí v komunitním centru v Dobré Vodě a další pobočky má v Toužimi, Teplé, Bochově a Žluticích.

## Historie
17. prosince 2001 vznikl z iniciativy trapistického kláštera Nový Dvůr stejnojmenný spolek na podporu místní romské komunity. V roce 2013 se Český západ transformoval v obecně prospěšnou společnost a postupně rozšířil svou působnost do oblasti sociálních služeb a na další místa v regionu.

## Činnost
Posláním Českého západu je zmírňovat sociální vyloučení a přispívat k rozvoji občanské společnosti v území, kde organizace působí. Český západ zaměstnává několik romských spolupracovníků a je od 23. dubna 2008 nositelem označení Ethnic Friendly zaměstnavatel. Ředitelem organizace je od 1. září 2019 Ondřej Fábera. Český západ provozoval na podporu své činnosti do 31. prosince 2020 šicí dílnu, která produkovala látkové tašky, kapsáře, zástěry, chňapky, pytlíky na pečivo, ubrusy a prostírání.

## Metody práce
Český západ používá také vlastní metodiku komunitní práce, jejíž efekt se projevuje zejména v sociálně vyloučených lokalitách. Mezi hlavní činnosti organizace patří poskytování sociálních služeb, poradenství při zaměstnání, dluhové poradenství, vzdělávání, volnočasové aktivity pro děti i dospělé a komunitní práce.